# T.C. Dantzler
Thomas Curtis „T.C.” Dantzler (ur. 26 października 1970) – amerykański zapaśnik w stylu klasycznym. Olimpijczyk z Pekinu 2008, gdzie zajął szesnaste miejsce w wadze 74 kg.
Piąty na mistrzostwach świata w 2006. Brąz na igrzyskach panamerykańskich w 2003 i 2007. Dwa srebrne medale na mistrzostwach panamerykańskich, w 2007 i 2008. Piąty w Pucharze Świata w 1996.
Zawodnik Northern Illinois University.